# Pseudacteon bifidus
Pseudacteon bifidus är en tvåvingeart som beskrevs av Brown och Morrison 1999. Pseudacteon bifidus ingår i släktet Pseudacteon och familjen puckelflugor. Inga underarter finns listade i Catalogue of Life.